# Mauricio, mon amour
Mauricio, mon amour es una película de 1976 dirigida por Juan Bosch